# 越谷市立桜井南小学校
越谷市立桜井南小学校（こしがやしりつ さくらいみなみしょうがっこう）は、埼玉県越谷市にある公立小学校。合言葉は「かがやけ南っ子」。目指す学校像として「笑顔、元気、感動あふれ、児童が生き生きと伸びる学校」をスローガンにしている。

## 概要
越谷市中心街の北側に位置する小学校。児童数675名（2019年度現在）。通称、桜南（おうなん）。

## 歴史
- 1981年（昭和56年） - 越谷市立大沢北小学校を分離して開校。越谷市立弥栄小学校の一部が移転。7月にはプール完成。9月に校歌・校章を制定。10月15日に校舎・体育館竣工し、開校記念日に制定する。同時に校旗を制作する。現在41年目。

## 学校教育目標
- 深く考え、進んで学ぶ子
- 明るく思いやりのある子
- 健康でねばり強い子

### 年間学校行事
| - 4月 - 始業式、入学式 - 5月 - 春季大運動会 - 6月 - プール開始 | - 7月 - 終業式、陸上教室 - 8月 - 陸上教室、（夏休み）(算数教室)林間学校 5年生 - 9月 - 始業式、修学旅行（6年生） | - 10月 - 社会科見学（3年生）、遠足（1年生）、市内陸上大会、開校記念日（15日） - 11月 - 遠足（2年生）、市内音楽会、交通安全教室（5年生）、社会科見学（4年生）、市内サッカー大会 - 12月 - 校内持久走大会、終業式 | - 1月 - 始業式、社会科見学（5年生、6年生） - 2月 - 中学校1日入学 - 3月 - 卒業証書授与式、修了式 |

### 教科担当
算数科　音楽科　書写　体育科　図工科

## 通学区域
- 越谷市[2]
  - 大里一丁目（一部を除く）
  - 上間久里一丁目（一部を除く）
  - 下間久里一丁目（一部を除く）
  - 千間台東三丁目33～35番地
  - 千間台東四丁目1～2、25、40～42、44～52、55、1111～1112、1456～1457番地
  - 弥十郎一丁目139番地

## 進学先中学校
- 越谷市立北中学校
- 越谷市立新栄中学校
- 越谷市立北陽中学校

## 交通アクセス
- 東武伊勢崎線大袋駅より徒歩13分